# 8379 Straczynski
8379 Straczynski eller 1992 SW10 är en asteroid i huvudbältet som upptäcktes den 27 september 1992 av Spacewatch vid Kitt Peak-observatoriet. Den är uppkallad efter den amerikanske författaren och TV-producenten J. Michael Straczynski.
Asteroiden har en diameter på ungefär 6 kilometer.